# Akihiro Nagashima
Akihiro Nagashima (永島 昭浩 Nagashima Akihiro?,  nacido el 9 de abril de 1964 en Kōbe, Hyōgo) es un exfutbolista japonés que se desempeñaba como delantero.
Nagashima jugó cuatro veces para la Selección de fútbol de Japón entre 1990 y 1991.

## Trayectoria

### Clubes
| Club            | País  | Año       |
| --------------- | ----- | --------- |
| Gamba Osaka     | Japón | 1983-1993 |
| Shimizu S-Pulse | Japón | 1994-1995 |
| Vissel Kobe     | Japón | 1995-2000 |

### Selección nacional
| Selección | País  | Año       |
| --------- | ----- | --------- |
| Absoluta  | Japón | 1990-1991 |

## Estadística de equipo nacional
| Selección de Japón | Selección de Japón | Selección de Japón |
| Año                | Part.              | Goles              |
| ------------------ | ------------------ | ------------------ |
| 1990               | 3                  | 0                  |
| 1991               | 1                  | 0                  |
| Total              | 4                  | 0                  |

## Palmarés

### Títulos nacionales
| Título             | Club                | País  | Año  |
| ------------------ | ------------------- | ----- | ---- |
| Copa del Emperador | Matsushita Electric | Japón | 1990 |

### Distinciones individuales
| Distinción                  | Año       |
| --------------------------- | --------- |
| Japan Soccer League Best XI | 1989-1990 |